# Магда Лінетт
Магда Лінетт (пол. Magda Linette, нар. 12 лютого 1992) — польська професійна тенісистка.
Перший титул WTA Лінетт здобула на Bronx Open 2019.

## Фінали турнірів WTA

### Одиночний розряд: 3 (1  титул)
| Легенда                             |
| ----------------------------------- |
| Турніри WTA Tour (0–0)              |
| Premier Mandatory & Premier 5 (0–0) |
| Premier (0–0)                       |
| International (1–2)                 |

| Результат | №   | Дата     | Турнір                    | Категорія   | Поверхня | Супротивниця    | Рахунок       |
| --------- | --- | -------- | ------------------------- | ----------- | -------- | --------------- | ------------- |
| Поразка   | 0–1 | Вер 2015 | Japan Women's Open, Токіо | Міжнародний | Хард     | Яніна Вікмаєр   | 6–4, 3–6, 3–6 |
| Перемога  | 1–1 | Сер 2019 | Bronx Open, Нью-Йорк, США | Міжнародний | Хард     | Каміла Джорджі  | 5–7, 7–5, 6–4 |
| Поразка   | 1–2 | Вер 2019 | Korea Open, Сеул          | Міжнародний | Хард     | Кароліна Мухова | 1–6, 1–6      |

## Фінали турнірів серії WTA 125K

### Одиночний розряд: 2 (1 титул)
| Результат | №  | Дата           | Турнір                                        | Покриття | Опонент         | Рахунок       |
| --------- | -- | -------------- | --------------------------------------------- | -------- | --------------- | ------------- |
| Перемога  | 1. | 27 жовтня 2014 | Ningbo International Women's Tennis Open, КНР | Тверде   | Ван Цян         | 3–6, 7–5, 6–1 |
| Поразка   | 1. | 10 червня 2018 | Bol Open, Хорватія                            | Ґрунт    | Тамара Зіданшек | 1–6, 3–6      |

## Фінали ITF

### Одиночний розряд: 19 (10 титулів, 9 поразок)
| Турніри $100,000 |
| Турніри $75,000  |
| Турніри $50,000  |
| Турніри $25,000  |
| Турніри $10,000  |

| Результат | Ранг | Дата               | Турнір                            | Покриття | Опонент                           | Рахунок                 |
| --------- | ---- | ------------------ | --------------------------------- | -------- | --------------------------------- | ----------------------- |
| Перемога  | 1.   | червня 7, 2010     | Щецин, Польща                     | Ґрунт    | Маргіт Рйтель                     | 6–2, 6–0                |
| Runner–up | 1.   | червня 28, 2010    | Торунь, Польща                    | Ґрунт    | Ксенія Первак                     | 4–6, 1–6                |
| Перемога  | 2.   | серпня 2, 2010     | Гехінген (Цоллернальб), Німеччина | Ґрунт    | Sílvia Soler-Espinosa             | 7–5, 3–6, 6–2           |
| Перемога  | 3.   | серпня 9, 2010     | Ферсмольд, Німеччина              | Ґрунт    | Ірина-Камелія Бегу                | 6–2, 7–5                |
| Перемога  | 4.   | вересня 6, 2010    | Катовиці, Польща                  | Ґрунт    | Ева Бірнерова                     | 3–6, 6–2, 6–2           |
| Runner–up | 2.   | вересня 13, 2010   | Загреб, Хорватія                  | Ґрунт    | Рената Ворачова                   | 1–6, 6–4, 4–6           |
| Runner–up | 3.   | листопада 15, 2010 | Ополе, Польща                     | Килим    | Сандра Заглавова                  | 7–5, 6–7(4–7), 4–6      |
| Runner–up | 4.   | травня 7, 2012     | Флоренція, Італія                 | Ґрунт    | Анаїс Лорендон                    | 4–6, 4–6                |
| Runner–up | 5.   | червня 18, 2012    | Kristinehamn, Швеція              | Ґрунт    | Саша Джонс                        | 4–6, 4–6                |
| Перемога  | 5.   | вересня 24, 2012   | Прага, Чехія                      | Ґрунт    | Зузана Лукнарова                  | 6–2, 7–6(9–7)           |
| Runner–up | 6.   | квітня 29, 2013    | Чивітавекк'я, Італія              | Ґрунт    | Анна Кароліна Шмідлова            | 0–6, 1–6                |
| Runner–up | 7.   | жовтня 28, 2013    | Nantes, Франція                   | Тверде   | Соснович Олександра Олександрівна | 6–4, 4–6, 2–6           |
| Перемога  | 6.   | грудня 2, 2013     | Пуне, Індія                       | Тверде   | Kamila Kerimbayeva                | 7–5, 7–6(7–5)           |
| Runner–up | 8.   | грудня 9, 2013     | Наві-Мумбаї, Індія                | Тверде   | Фудзівара Ріка                    | 6–2, 6–7(5–7), 6–7(4–7) |
| Перемога  | 7.   | жовтня 13, 2014    | Коян, Південна Корея              | Тверде   | Рената Ворачова                   | 6–3, 3–6, 6–3           |
| Перемога  | 8.   | лютого 2, 2015     | Гренобль, Франція                 | Тверде   | Тереза Мартінцова                 | 7–6(7–2), 4–6, 6–1      |
| Перемога  | 9.   | лютого 16, 2015    | New Delhi, Індія                  | Тверде   | Тадея Маєрич                      | 6–1, 6–1                |
| Runner–up | 9.   | червня 15, 2015    | Ilkley, Great Britain             | Трава    | Анна-Лена Фрідзам                 | 7–5, 3–6, 1–6           |
| Перемога  | 10.  | травня 8, 2016     | Cagnes-sur-Mer, Франція           | Ґрунт    | Каріна Віттгефт                   | 6–3, 7–5                |

### Парний розряд: 17 (8 титули, 9 поразки)
| Турніри $100,000 |
| Турніри $75,000  |
| Турніри $50,000  |
| Турніри $25,000  |
| Турніри $10,000  |

| Результат | Ранг | Дата               | Турнір                        | Покриття | Партнер              | Опоненти                                   | Рахунок          |
| --------- | ---- | ------------------ | ----------------------------- | -------- | -------------------- | ------------------------------------------ | ---------------- |
| Поразка   | 1.   | листопада 15, 2010 | Ополе, Польща                 | Килим    | Паула Каня           | Оксана Калашникова Поліна Пєхова           | 3–6, 4–6         |
| Поразка   | 2.   | квітня 11, 2011    | Касабланка, Марокко           | Ґрунт    | Катажина Пітер       | Сандра Клеменшиц Крістіна Младенович       | 3–6, 6–3, [8–10] |
| Поразка   | 3.   | травня 30, 2011    | Рим-Tiro a Volo, Італія       | Ґрунт    | Ліана Унґур          | Софі Фергюсон Саллі Пірс                   | w/o              |
| Поразка   | 4.   | вересня 12, 2011   | Местре, Італія                | Ґрунт    | Тімеа Бабош          | Валентина Івахненко Марина Мельникова      | 4–6, 5–7         |
| Поразка   | 5.   | листопада 7, 2011  | Ополе, Польща                 | Килим    | Паула Каня           | Наомі Броуді Крістіна Младенович           | 6–7(5), 4–6      |
| Перемога  | 1.   | червня 25, 2012    | Істад, Швеція                 | Ґрунт    | Катажина Пітер       | Оксана Калашникова Ленка Вєнерова          | 6–3, 6–3         |
| Runner–up | 6.   | вересня 24, 2012   | Прага, Чехія                  | Ґрунт    | Катержина Крамперова | Lucy Brown Анджеліка Морателлі             | 3–6, 7–5, [6–10] |
| Перемога  | 2.   | жовтня 15, 2012    | Лімож, Франція                | Тверде   | Сандра Заневська     | Ірена Павлович Штефані Фьоґеле             | 6–1, 5–7, [10–5] |
| Перемога  | 3.   | листопада 5, 2012  | Екердревіль-Енневіль, Франція | Тверде   | Катажина Пітер       | Амра Садікович Ана Врлич                   | 6–4, 7–6(7–4)    |
| Перемога  | 4.   | грудня 17, 2012    | Анкара, Туреччина             | Тверде   | Катажина Пітер       | Бурячок Ірина Олегівна Валерія Соловйова   | 6–2, 6–2         |
| Поразка   | 7.   | квітня 29, 2013    | Чивітавекк'я, Італія          | Ґрунт    | Паула Каня           | Штефані Фогт Рената Ворачова               | 3–6, 4–6         |
| Перемога  | 5.   | травня 6, 2013     | Йоганнесбург, ПАР             | Тверде   | Шанель Сіммондс      | Samantha Murray Джейд Віндлі               | 6–1, 6–3         |
| Перемога  | 6.   | травня 27, 2013    | Марибор, Словенія             | Ґрунт    | Паула Каня           | Майлен Ору Maria Irigoyen                  | 6–3, 6–0         |
| Перемога  | 7.   | липня 1, 2013      | Торунь, Польща                | Ґрунт    | Паула Каня           | Бейгельзимер Юлія Емануїлівна Елена Богдан | 6–2, 4–6, [10–5] |
| Поразка   | 8.   | вересня 23, 2013   | Лафборо, Great Britain        | Тверде   | Тереза Сміткова      | Чагла Бююкакчай Пемра Озген                | 2–6, 7–5, [6–10] |
| Перемога  | 8.   | жовтня 14, 2013    | Лімож, Франція                | Тверде   | Вікторія Голубич     | Ніколе Клеріко Nikola Fraňková             | 6–4, 6–4         |
| Поразка   | 9.   | березня 31, 2014   | Edgbaston, Great Britain      | Тверде   | Амра Садікович       | Джоселін Рей Anna Smith                    | 6–3, 5–7, [4–10] |

## Виступи у турнірах Великого шолома

### Одиночний розряд
| Турнір                                 | 2015 | 2016 | 2017 | 2018 | 2019 | В–П  | %   |
| -------------------------------------- | ---- | ---- | ---- | ---- | ---- | ---- | --- |
| Відкритий чемпіонат Австралії з тенісу | К1   | 1к   | 1к   | 3к   | 1к   | 2–4  | 33% |
| Відкритий чемпіонат Франції з тенісу   | 1к   | 1к   | 3к   | 1к   | 2к   | 3–5  | 40% |
| Вімблдонський турнір                   | 1к   | 1к   | 1к   | 1к   | 3к   | 2–5  | 40% |
| Відкритий чемпіонат США з тенісу       | 2к   | 1к   | 1к   | 1к   | 2к   | 2–5  | 20% |
| Ви-Пр                                  | 1–3  | 0–4  | 2–4  | 2–4  | 4-4  | 9–19 | 27% |